# سوسکچه لوبیا
سوسکچه لوبیا (نام علمی: Acanthoscelides obtectus) نام یک گونه از تیره سوسک برگ است. به آن سوسک لوبیا هم می‌گویند.